# 上屋久町
上屋久町（日语：／ Kamiyaku chō */?）是鹿兒島縣的一個以屋久島北部與口永良部島為行政區域的町，屬熊毛郡。2007年10月1日，與屋久町合併。